# KAITO
KAITO（かいと）とは、クリプトン・フューチャー・メディアが発売しているバーチャルシンガーソフトウェアとそのキャラクター。「ピアプロキャラクターズ」に属する。

## 概要
クリプトン社の男性バーチャルシンガー。主な愛称は「兄さん」。若干外ハネしたダークブルーの髪と、青いロングマフラーの衣装が特徴。
最初の製品は同社の「MEIKO」のヒットを受けて2006年2月17日に発売され、男性歌唱の同種バーチャル・シンガーソフトウェアとして世界ではじめて日本語に対応した。
発売当時の売り上げはクリプトン社の予想を下回ってしまったが、2007年に発売された「初音ミク」の大ヒットの影響で再び注目を集め、新たに人気を獲得した。MEIKO及びKAITOがいなければミクの成功もなかったと言われており、MEIKOと共にボカロ音楽の概念を最初に日本へと持ち込んだ「偉大なる先駆者」とも評価される。
現在ではミク、鏡音リン・レン、巡音ルカ、MEIKOと共に「ピアプロキャラクターズ」に名を連ねている。

## バーチャルシンガーソフトウェア
CV担当（サンプリング元）は風雅なおと。
KAITO（V1版）
VOCALOIDエンジン対応ソフト。2006年2月17日に発売。
KAITO V3
VOCALOID3エンジン対応ソフト。2013年2月15日に発売。ライブラリは日本語用の「STRAIGHT（ストレート）」「SOFT（ソフト）」「WHISPER（ウィスパー）」と、英語用の「ENGLISH（イングリッシュ）」の計4つが収録された他、クリプトン社のソフトを買うだけで歌唱＋音楽制作が可能な「総合パッケージ」化を実現しており、独自ボーカルエディタ「piapro Studio」やPreSouns社のDAW・PreSonus Studio Oneも同梱された。
ピアプロキャラクターズ・スーパーパック
ピアプロキャラクターズ全6名（初音ミク、鏡音リン、鏡音レン、巡音ルカ、MEIKO、KAITO）の日本語歌唱ライブラリ1種類ずつに新規チューニングを施して収録した商品。2024年8月1日に「初音ミク NT」の新バージョン及び「初音ミクV6 AI」と共に発表され、同月30日にリリース。ベースとなったのはV3からV4Xまでの「Original」で、より発音や声色の全体バランスが良くなるよう磨き込み、クリアネスやジェンダーファクターを始めとしたパラメータも効きが良く設定され、歌声を作り込むことも可能。過去作を所持しているユーザーによるクロスシンセシス使用での声色表現の拡張なども想定されている。
クリプトン社の新音声データベース（仮称）
クリプトン社が主催する「初音ミク マジカルミライ 2019」の新技術発表会にてミクの新データベース（後の「初音ミク NT」）の存在が発表されており、ミクをリファレンスとしてピアプロキャラクターズの他5体も随時調整することが言及された。
「マジカルミライ 2024」のバーチャルシンガー製品関連ステージでは、ミクで得た知見を横に広げていくと発表された。

## 企画背景
佐々木渉（wat）によると、MEIKOのリリース段階ではKAITOを商品化する予定はなかったが、次の商品化企画がいくつか立ち消え、「とりあえず何も出さないのは良くないから出しておこう」、と実験的に作っていたKAITO（初代）をリリースしたとのこと。
名前は一般公募で、「片仮名10文字以内」「外国人でも発音しやすい」「MEIKOと並んだ時の絵面がいい」という理由から選ばれた。

### デザイン
『V1』のデザインは川崎貴司が担当し、同社が携帯電話の待ち受け画面を制作していたころからの繋がりで制作。デザインの注文時には「体操のお兄さんのイメージ」でと言われたという。MEIKOと同じくアニメ風の絵柄だが、これはMEIKOがキャラクターイラストの採用で成功したことを踏まえたもので、歌声を作成する製品である事をアピールするためであり、キャラクター化を意図したものではなかった。
『V3』ではiXimaがイラストを担当しており、ビジュアルイメージは初代を意識してオマージュしたものとなっている。パッケージイラストを決める際にクリプトンの女性社員の賛否が激しかったらしく、会議で「KAITOの顔はこうあるべきだと思います！」、と描き替えた資料がいきなり出てきたという。佐々木は「愛というか暴走」「極端な意見をかわしながら最後は逃げるように入稿した」、と苦笑を交えて回顧した。

## 主役企画
KAITOのメディア展開は、下記の3種に大別される。
- 初音ミクのメディア展開（イベント - ゲーム - 書籍 - 音楽）：ミクを中心とした企画
- ピアプロキャラクターズの関連コンテンツ：全員もしくは複数人が主役の企画
- 主役コンテンツ：本節で解説する。

なお、ソーシャル媒体での公式アカウントは初音ミク名義である。

### KarenTによる配信
権利元であるクリプトン・フューチャー・メディアのレーベル「KarenT」により、iTunes Store、AmazonMP3、moraなどでKAITOを用いた楽曲コンテンツが販売されている。
2024年6月現在、曲数は750曲、収録アルバムは330枚にのぼる（KarenT公式サイトの表示数より）。

### 企画・プロジェクト
周年記念企画
MK15th project
クリプトン社が主催するMEIKOとKAITOの15周年記念プロジェクト。

### 模型
フィギュア、プラモデル、ドール（※初音ミクシリーズとして展開されたものも記載する）。
- 絵梦（エモン）トイズ
  - トレーディングミニフィギュア
- KADOKAWA
  - 「摔倒的初音未来」シリーズ
- グッドスマイルカンパニー
  - ねんどろいどシリーズ（通常、ぷち）
  - どうぶつチャームストラップ
  - ポケマケット
  - あかたんず
- グルーヴ
  - テヤン
- セガ
  - セガプライズ
- ストロンガー
  - 「初音ミク ～花色衣～」シリーズ
- タイトー
  - プライズ
- タカラトミー
  - こえだらいず
  - 肩ズンFig.
- バンダイナムコグループ
  - 初音ミクスイング
  - SNOW MIKU COLLECTION
- プライム１スタジオ
  - キュ―ティ1プラス
- フリュー
  - スケール（1/7）
  - プライズ
- ボークス
  - ドルフィー・ドリーム
- マックスファクトリー
  - figma
- リーメント
  - 初音ミクシリーズ
  - petadoll

### 書籍
「悪ノ娘」ノベルシリーズ・「悪ノ大罪」シリーズ（著：悪ノP（mothy）、出版：PHP研究所）
mothy_悪ノPが手掛ける七つの大罪をモチーフにした「悪ノ大罪シリーズ」の各楽曲を原作として、ボカロ小説の先駆ともされる。小説においてもKAITOをモチーフとする人物は各作品に登場するが、代表例は「アダム＝ムーンリット」や「カイル＝マーロン」である。両シリーズを併せて2010年から2017年に発売され、全12巻。
上記以外にも、特に「悪ノ大罪」シリーズ第2作目の小説『悪ノ大罪 悪徳のジャッジメント』では、KAITOが用いられた「強欲」にあたる楽曲「悪徳のジャッジメント」を原作とし、同作品の主要人物「ガレリアン＝マーロン」のモチーフともなった。この影響もあり、両シリーズでのKAITOモチーフの人物は、上記アダムとの関連性もあって、「強欲の悪魔」との契約者ないし悪魔そのものとして登場することが多い。
スノーマン（原作：halyosy。著：高松良次、出版：河出書房新社）
2023年12月発売。halyosyがKAITOを用いて発表した楽曲「スノーマン」を元にした小説。KAITOをモデルにしたキャラクターが登場する。

### CD
| タイトル                                    | アーティスト | キャラクター | 初版発売日    | レーベル             |
| ------------------------------------------- | ------------ | ------------ | ------------- | -------------------- |
| KAITO 10th Anniversary -Glorious Blue-      | オムニバス   | KAITO        | 2016年1月20日 | KARENT（クリプトン） |
| EXIT TUNES PRESENTS KAITONATION feat. KAITO | オムニバス   | KAITO        | 2016年1月20日 | EXIT TUNES           |